# Petra Kellyová
Petra Karin Kellyová, rozená Petra Karin Lehmannová (29. listopadu 1947 Günzburg – 1. října 1992 Bonn) byla německá aktivistka a politička, která stála u založení německé Strany zelených, první strany Zelených ve světě, která získala zastoupení v nejvyšším zákonodárném sboru.

## Biografie

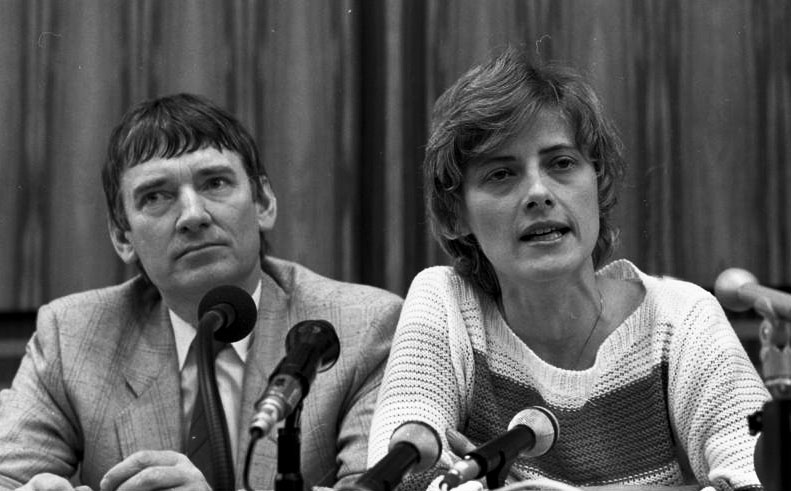
Kellyová a Otto Schily po německých volbách v roce 1983

Kellyová se narodila v bavorském Günzburgu, v Americké okupační zóně Německa v roce 1947 jako Petra Karin Lehmannová. Jméno si změnila poté, co se její matka vdala za důstojníka americké armády. Petra nejprve studovala v Günzburgu, poté co se rodina v roce 1959 přestěhovala do Spojených států, navštěvovala školy ve Virginii a Georgii. V roce 1970 se vrátila do Německa.
Petra Kellyová byla jedním ze zakladatelů německé strany Zelených (Die Grünen) v roce 1979. Mezi lety 1983–1990 byla poslankyní Bundestagu.
V roce 1992 ji ve spánku zastřelil její přítel, bývalý generál a politik Zelených Gert Bastian, který poté spáchal sebevraždu. Jejich těla byla objevena 19. října a datum úmrtí bylo stanoveno na 1. října.
Je pohřbena na lesním hřbitově ve Würzburgu, v blízkosti vesnice Heidingsfeld, Dolní Franky, Bavorsko.